# Ryoichi Kawakatsu
Ryoichi Kawakatsu (n. 5 aprilie 1958) este un fost fotbalist japonez.

## Statistici
| Japonia | Japonia | Japonia |
| An      | Meciuri | Goluri  |
| ------- | ------- | ------- |
| 1981    | 10      | 0       |
| 1982    | 3       | 0       |
| Total   | 13      | 0       |